# تين برازيلي
تين برازيلي (الاسم العلمي:Ficus brasiliensis) هو نوع من النباتات يتبع جنس التين من الفصيلة التوتية.